# Zeche Alstaden
Die Zeche Alstaden war ein Steinkohlen-Bergwerk im südlichen Stadtgebiet von Oberhausen im Stadtteil Alstaden.

## Geschichte
Um das Jahr 1850 führten mehrere Bohrgesellschaften in der Lipper Heide Probebohrungen nach Steinkohlevorkommen durch. Ein größeres Konsortium gründete in dieser Zeit die bergrechtliche Gewerkschaft der Zeche Concordia und begann mit dem Abteufen des ersten Schachtes. Im südlichen Bereich um das Dorf Alstaden herum war ein kleineres Konsortium fündig geworden. Dieses gründete 1854 die Mülheimer Bergbau-KG Albert de Gruyter & Co.
1855 wurde der erste Schacht unter dem Namen Swalmius niedergebracht. Nach schwierigen Abteufarbeiten (starke Wasserzuflüsse von der Ruhr) wurde der Schacht 1859 in Betrieb genommen und in Alstaden 1 umbenannt. Der Schacht wurde mit einem Malakowturm als Fördereinrichtung ausgerüstet.
Allmählich entwickelte sich die Zeche wirtschaftlich. 1870 wurde einen km westlich von Schacht 1 der Schacht 2 in Angriff genommen. Auch hier gestalteten sich die Abteufarbeiten als sehr aufwändig, da Wassereinbrüche immer wieder für Unterbrechungen sorgten. 1881 konnte Schacht 2 in Betrieb gehen. Sowohl er als auch Schacht 1 erhielten über den Malakowtürmen eingezogene eiserne Fördergerüste.
Da insbesondere Schacht 1 durch Wassereinbrüche immer wieder im Betrieb beeinträchtigt wurde (so 1872 und 1890), verlagerte die Betreibergesellschaft die Hauptlast der Förderung auf Schacht 2. Nach Umwandlung der alten Kommanditgesellschaft in die Alstaden Actiengesellschaft für Bergbau wurden umfassende Zusammenfassungsmaßnahmen ergriffen. Schacht 2 wurde zur zentralen Förderanlage ausgebaut und erhielt 1907 ein zweigeschossiges Strebengerüst als neue Fördereinrichtung. Schacht 1 wurde für die Förderung stillgelegt und nur noch als Wetterschacht genutzt. Im Jahre 1904 wurde die Alstaden AG für Bergbau von der Hibernia AG übernommen.
Das sehr ausgedehnte Grubenfeld, das im Süden bis nach Speldorf reichte, enthielt nur im nördlichen Teil abbauwürdige Vorräte an Anthrazitkohle. Deswegen wurde der Zeche im Jahre 1927 ein Pachtfeld der Zeche Concordia zum weiteren Aufschluss zugewiesen.
1931 wurde auf dem Gelände Schacht 2 der neue Förderschacht 3 niedergebracht, der 1933 die Förderung aufnahm. Trotz des relativ kleinen Fördergerüstes konnte dieser Schacht in einer Großraumgestellförderung ab 1936 die Gesamtförderung der Zeche übernehmen. Schacht 2 übernahm Seilfahrt und Materialzuführung.
Die Zeche war wegen der ausschließlichen Förderung von Anthrazitkohle und des Betriebes einer Brikettfabrik als Hausbrandzeche spezialisiert. Daher überlebte sie in der Hibernia AG die Kohlekrise der 1950er und 1960er Jahre und wurde 1968 in die Bergbau AG Oberhausen der Ruhrkohle AG eingebracht.

## Stilllegung

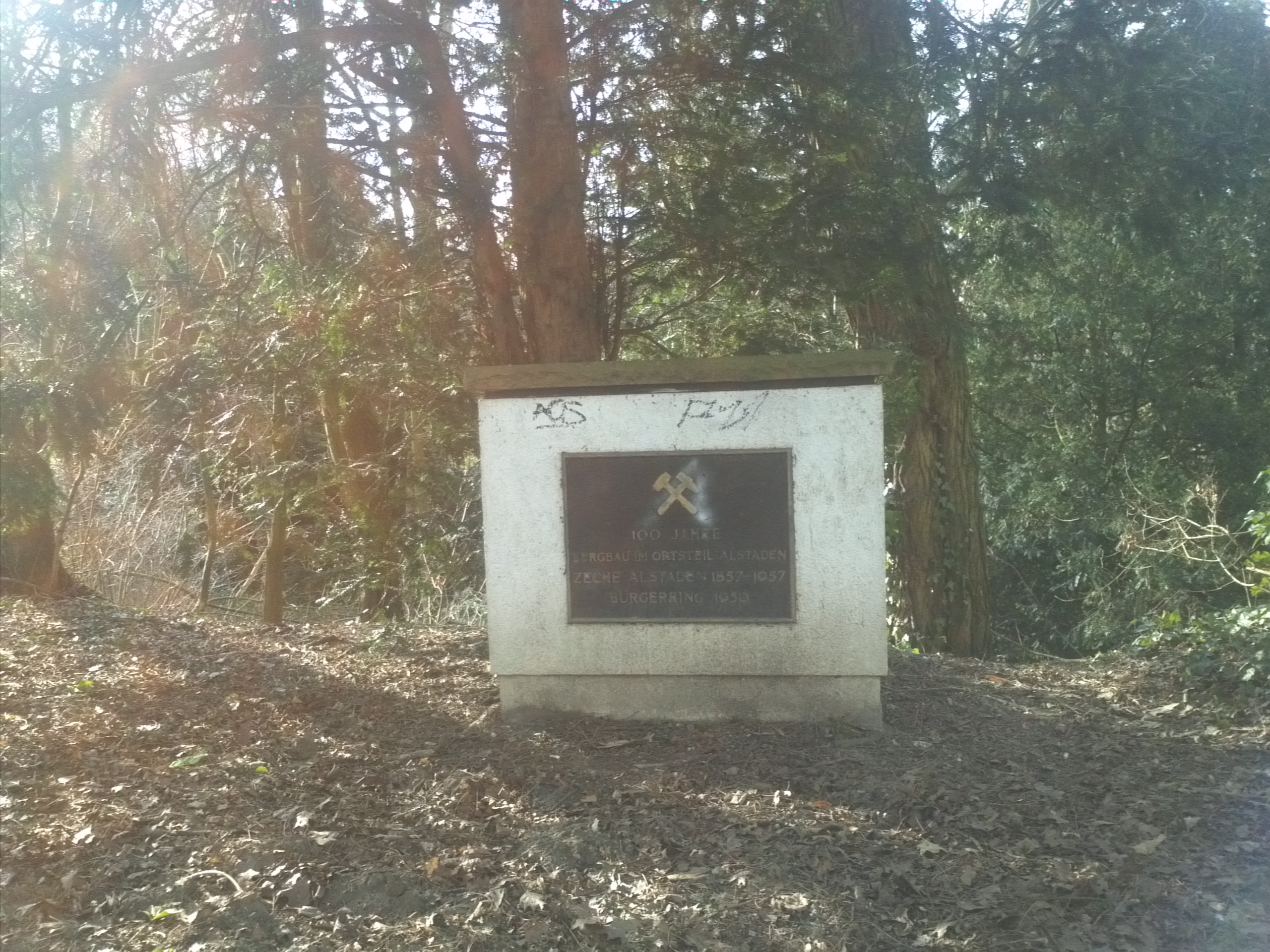
Gedenktafel für Zeche Alstaden im Ruhrpark nahe Schacht 1

Die Ruhrkohle AG führte eine Neubewertung der Lagerstätten sowie des künftigen Absatzes von Hausbrandkohle durch. Daraus resultierte der Stilllegungsbeschluss für die Zeche Alstaden, der Ende 1972 umgesetzt wurde.

## Heutiger Zustand
Heute sind von der Zeche „Alstaden“ nur noch einzelne Gebäudeteile von Schacht 1 erhalten. 
Die ehemalige Direktorenvilla sowie das Pförtnerhaus von Schacht 1 wurden renoviert und werden als Wohnhäuser genutzt. Das Gelände von Schacht 1, gegenüber vom Ruhrpark, befindet sich in Privatbesitz. Hier sind noch der ehemalige Pferdestall und das Maschinenhaus erhalten. Das Maschinenhaus wurde aufwändig renoviert und wird als Veranstaltungsraum für Business Events, kulturelle Veranstaltungen oder private Feierlichkeiten vermietet (barrierefrei). Der Pferdestall wird in naher Zukunft mit Fördergeldern der NRW-Stiftung ebenfalls renoviert und kann dann gemietet werden.  
Auf dem Zechengelände von Schacht 2/3 befindet sich eine Wohnsiedlung. In einem Park innerhalb dieser Siedlung sind noch die beiden verfüllten Schächte anhand ihrer Protegohauben erkennbar.
Die Halde der Zeche Alstaden 2/3 befand sich in den 1980er Jahren wegen Selbstentzündung in den Schlagzeilen, sie wurde völlig abgetragen, und an ihrer Stelle befindet sich heute ein in die Ruhrauen übergehendes Biotop.

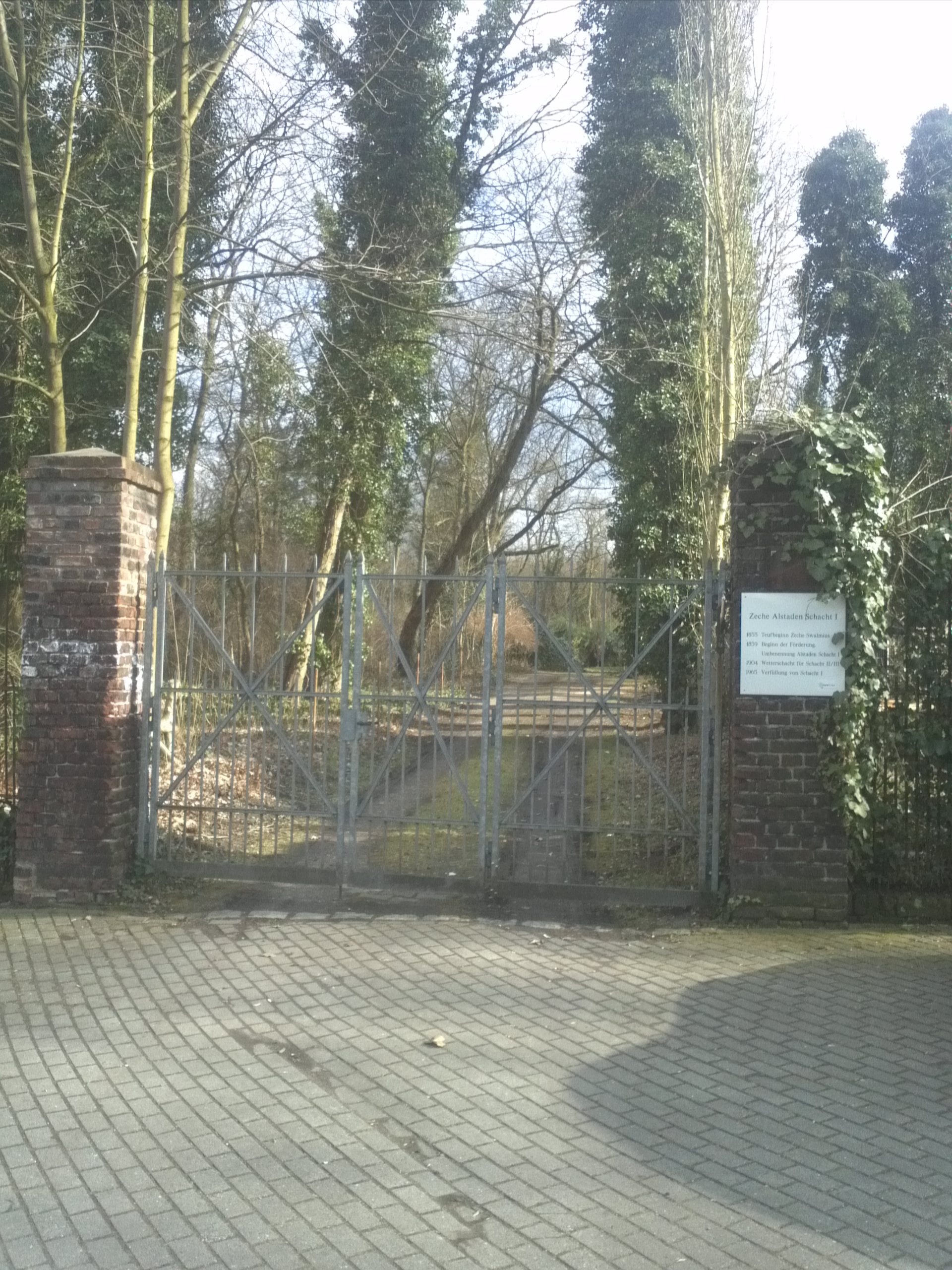
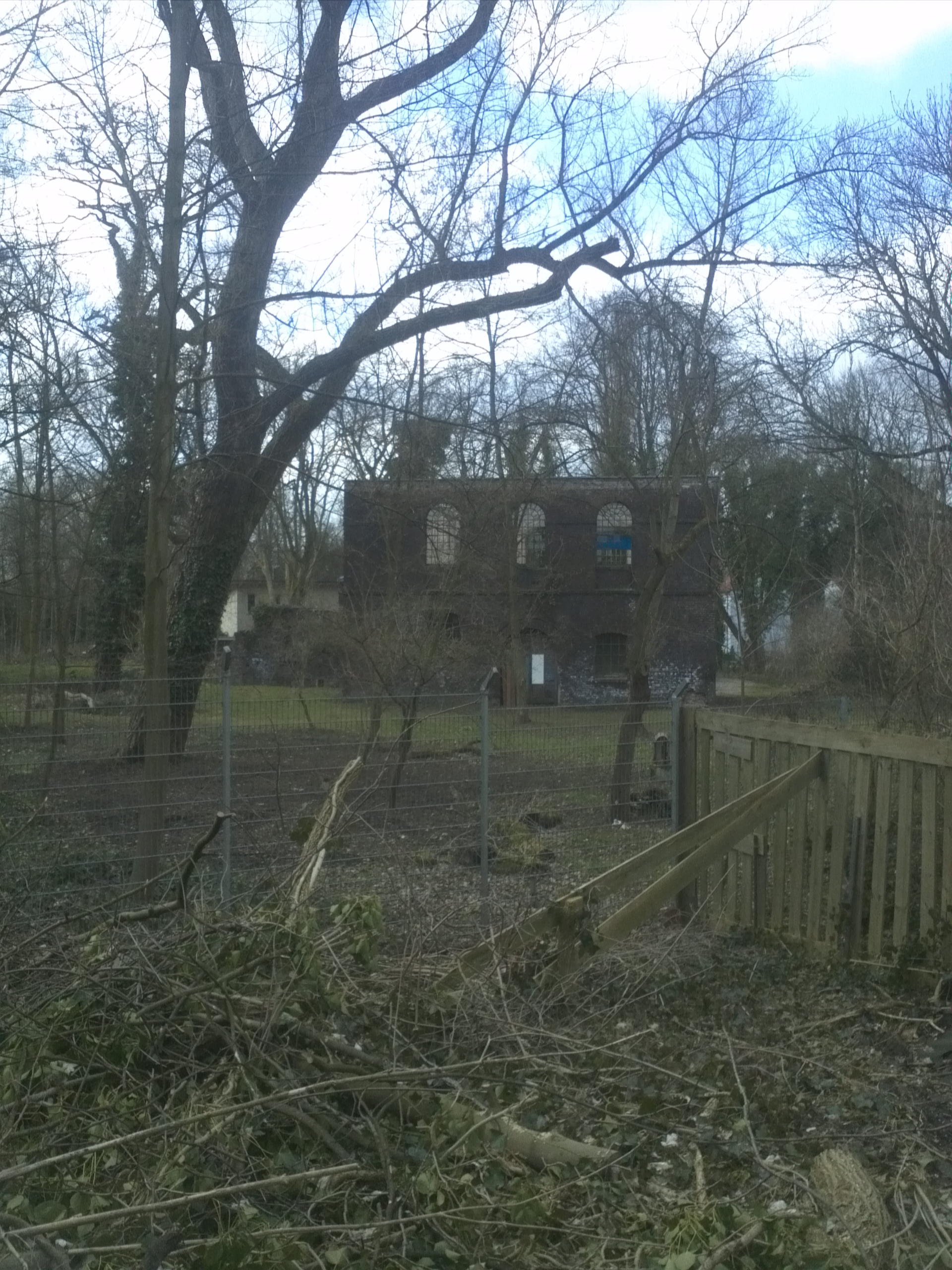
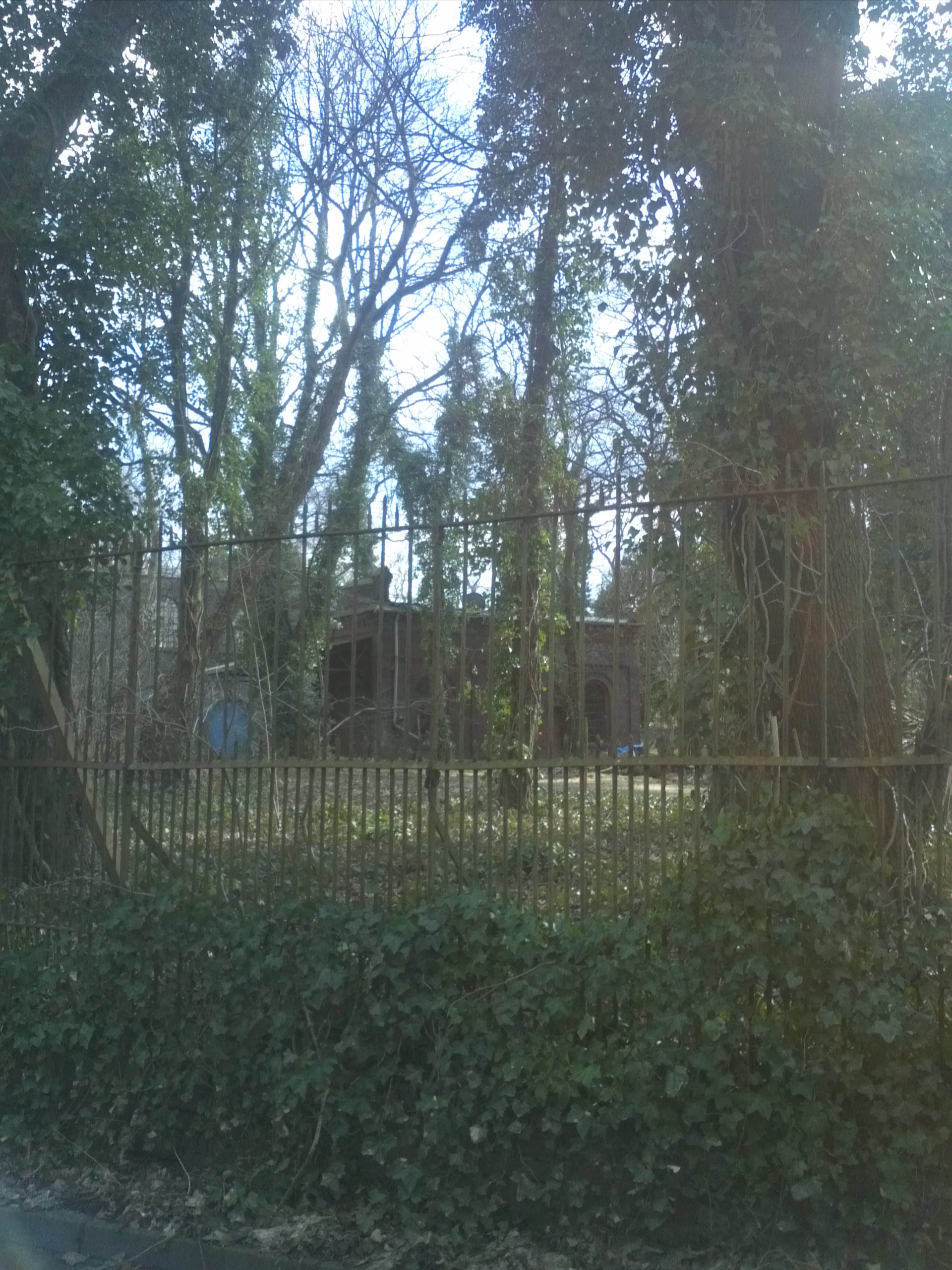